# Made in Japan (Sex Machineguns)
Made in Japan è il secondo album in studio del gruppo musicale Sex Machineguns, pubblicato dalla Toshiba-EMI il 26 novembre del 1999.

## Tracce
1. Progressive Oji-chan-3.17
2. Tekken II-5.19
3. Illusion City-3.44
4. Aesthetician-4.17
5. Magnum Fire-6.01
6. Secret Killer-5.16
7. Iron Cross-6.06
8. American Z-4.19
9. Operation Tiger-6.01
10. Onigunsow-3.13
11. Yellow Card-5.19